# Моющее средство

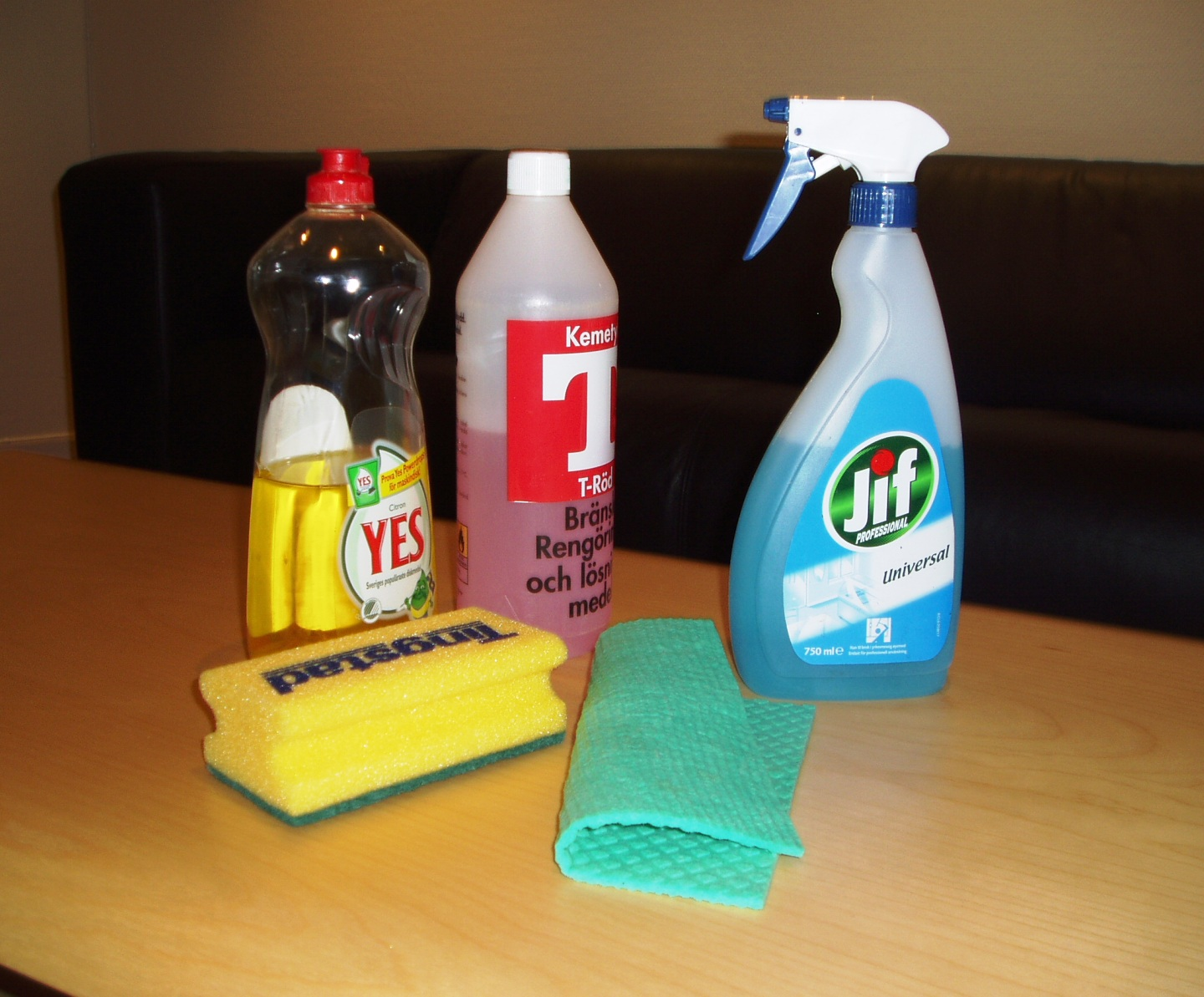
Набор из нескольких жидких моющих средств

Моющее средство, детергент (лат. detergeo — «мою») — профессиональные химические средства и средства бытовой химии (как концентраты, так и уже готовые к применению растворы) для мытья, чистки от загрязнений и уходу за поверхностями. Основным действующим компонентом является поверхностно-активное вещество (ПАВ) или смесь ПАВов.
Наиболее распространены виды смесей-детергентов: мыло, стиральный порошок; жидкие моющие средства: гели и шампуни.

## Состав
В состав моющих средств, помимо ПАВ, входит как минимум ещё один компонент — растворитель (чаще всего вода). Также в зависимости от необходимых потребительских свойств в состав детергентов могут входить:
- Отдушка.
- Энзимы.
- Абразивы для механического удаления загрязнения и/или полировки поверхности.
- Вещества, изменяющие pH или влияющие на работу и стабильность других компонентов, кислоты для очистки от ржавчины или щёлочи для разрушения органических соединений.
- Водные смягчители, противодействующие эффекту «ионов жёсткости» на других компонентах.
- Материалы, не являющиеся поверхностно-активными, которые удерживают грязь во взвешенном состоянии.
- Компоненты, противодействующие вспениванию.
- Компоненты, увеличивающие или уменьшающие вязкость раствора, или удерживающие другие компоненты в растворённом состоянии.
- Окислители (хлорные и кислородные) для отбеливания, дезинфекции и разрушения органических соединений.
- Компоненты, которые затрагивают эстетические свойства, например, синька, оптические отбеливатели, смягчители ткани, цвета, духи, и т. д.
- Ингибиторы коррозии, противодействующие ржавлению отмываемой поверхности и стиральных машин.
- Компоненты, уменьшающие вред для кожи.
- Консерванты, предотвращающие порчу других компонентов.

Выбор компонентов зависит от того, что именно моется и от каких загрязнений. Даже если моется один и тот же тип поверхности (например, стекло), в зависимости от условий требуются разные детергенты:
- раствор хромовой кислоты — для лабораторной посуды в аналитической химии;
- сильнопенящаяся смесь ПАВ с низким раздражением кожи — для мытья руками столовой посуды;
- непенящийся состав — для мытья столовой посуды в посудомоечной машине;
- раствор, содержащий аммиак — для того, чтобы вымыть окна без дополнительного растворения и без полоскания;
- содержащий спирты стеклоомыватель — для ветрового стекла автомобиля — спирты хорошо растворяют грязь, имеют низкую температуру замерзания и легко испаряются.

## История
По-видимому, древнейшим моющим средством является щёлок — древесная зола, растворенная в воде. Зола содержит от нескольких до десятков процентов карбоната калия (поташа) и карбоната натрия (соды), раствор которых имеет щелочную среду, которая и обеспечивает моющие свойства щёлока.
В древнем Шумере, по видимому, уже знали мыло. На одной из глиняных табличек, датируемой 2500 г до н. э., описывается рецепт, похожий на процесс мыловарения: древесную золу кипятили в воде с добавлением жира. Однако, ничего не сказано об употреблении этого раствора. В Древнем Риме мыло уже точно использовалось в качестве моющего средства, что известно из «Естественной истории» Плиния Старшего. Мыло называлось по-латыни sapo, откуда это слово вошло во многие современные европейские языки.
Моющие эффекты определённых синтетических ПАВ были отмечены в 1913 А. Рейхлером, бельгийским химиком. Первым коммерчески доступным детергентом, использующим те наблюдения, была смесь Nekal, продававшаяся в Германии в 1917, чтобы облегчить нехватку мыла в первой мировой войне. Синтетические моющие средства главным образом использовались в промышленности до Второй мировой войны. После неё заводы авиационного топлива США, перешедшие на мирную продукцию, широко производили тетрапропилен, используемый в бытовых моющих средствах, что вызвало быстрый рост домашнего использования в конце 1940-х. В конце 1960-х биологические моющие средства, содержащие ферменты, расщепляющие белки, появились в США. Сейчас поступление синтетических моющих средств в водную среду достигло существенных величин и с точки зрения экологии их рассматривают как один из классов загрязняющих веществ.